# Babylonische astrologie

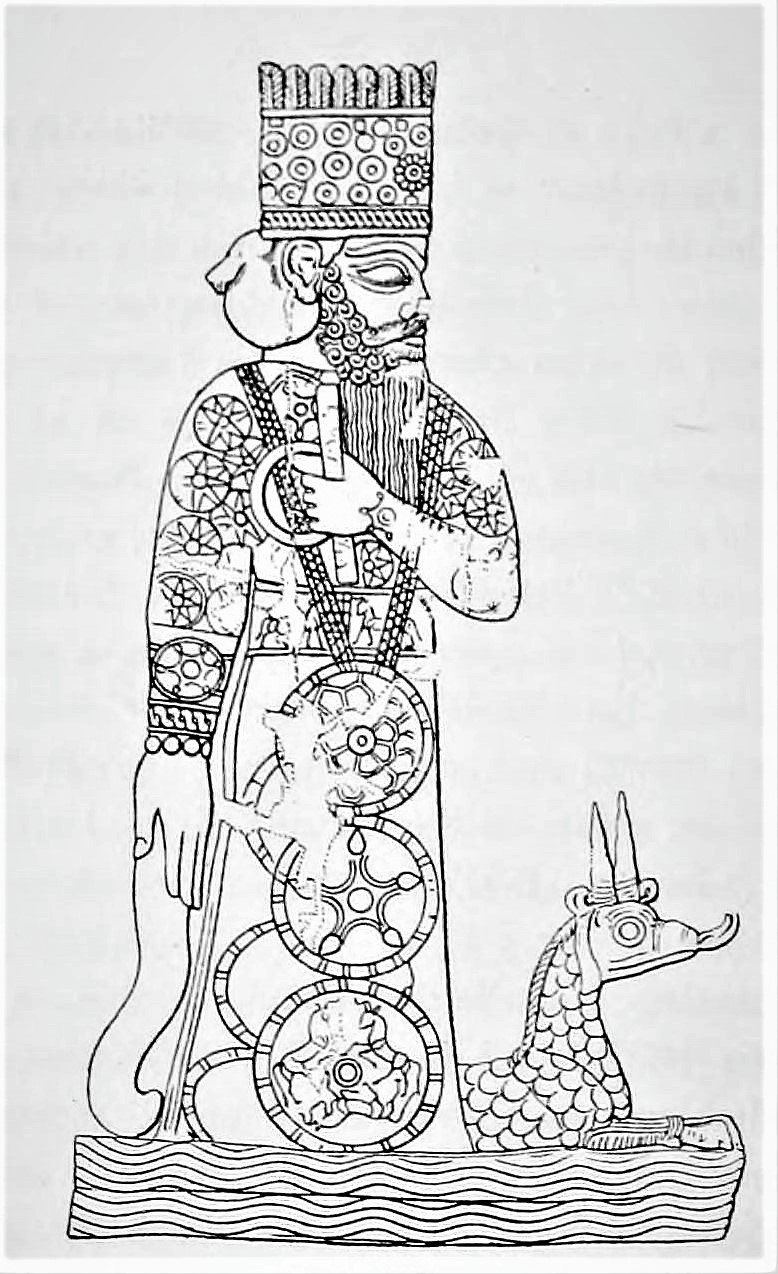
De god Marduk met zijn draak, Babylonisch cilinderzegel

Babylonische astrologie was het eerste georganiseerde systeem van de astrologie, ontstaan in het Babylonië en Assyrië van het tweede millennium v.Chr.
Er is enige speculatie dat een of ander vorm van astrologie reeds in de Sumerische periode in het 3e millennium v.Chr. verscheen, maar deze hypothese kan niet met schriftelijk bewijs ondersteund worden. Tegen de 16e eeuw v.Chr. kan haar ontstaan getraceerd worden in de vorm van eenvoudige astrologische omens. Het belangrijkste van deze geschriften is de  Enuma Anu Enlil, waarvan de inhoud bestond uit 70 tabletten van 7.000 geregistreerde mundane verschijnselen betreffende oorlogen, hongersnoden en dergelijke. Daarbij werden overeenkomsten gezocht tussen gebeurtenissen aan de hemel (de beweging van de planeten, zons- en maansverduisteringen) en wat er op aarde op dat moment plaatsgreep. Onderzoekers leerden daaruit dat de Babylonische astrologie in die periode uitsluitend mundaan was, en dat dus nog geen persoonlijke horoscopen werden opgesteld zoals later in de hellenistische astrologie gebruikelijk werd. Er blijkt ook uit dat de astrologen vóór de 7e eeuw v.Chr. slechts een zeer rudimentair begrip van astronomie hadden. Door hun onvermogen om  toekomstige hemelse verschijnselen en planetaire bewegingen nauwkeurig te voorspellen, beperkten ze zich tot observaties en voorspellingen op korte termijn. In de 4e eeuw v.Chr. waren hun wiskundige methoden zodanig gevorderd dat ze toekomstige planetaire posities met redelijke nauwkeurigheid konden voorspellen, en het was vanaf dat moment dat uitgebreide efemeriden berekend werden.
De Babyloniërs bedreven de astrologie op basis van de astronomische kennis waarover ze beschikten. Het   onderscheid tussen astronomie en astrologie werd destijds niet gemaakt. Wel hechtte men grote waarde aan hun hemerologie.

## Planeten en goden
Van de planeten waren er vijf gekend:  Jupiter, Venus, Saturnus, Mercurius en Mars - en in deze volgorde werden zij ook vermeld in de oudere literatuur op de kleitabletten. In latere teksten wisselen Mercurius en Saturnus van plaats.
Elk van deze planeten werd met een god uit het Babylonische pantheon geïdentificeerd:
- Jupiter met Marduk,
- Venus met de godin Ishtar,
- Saturnus met Ninurta (Ninib),
- Mercurius met Nabu (Nebo),
- en Mars met Nergal.

De bewegingen van zon, maan en de 5 planeten werden beschouwd als de activiteit van deze vijf goden, die samen met de maangod Sin en de zonnegod Shamash gebeurtenissen op aarde voorbereidden. Vandaar ook het belang om deze 'tekens' tijdig te interpreteren zodat voorspeld kon worden wat de goden van plan waren.